# إيلي كيتس (لاعب كرة قاعدة)
إيلي كيتس (بالإنجليزية: Eli Cates)‏ هو لاعب كرة قاعدة أمريكي، ولد في 26 يناير 1877 في غرينس فورك في الولايات المتحدة، وتوفي في 29 مايو 1964 في مدينة اندرسون في الولايات المتحدة.